# Хётгер, Бернгард
Бернгард Хётгер (нем. Bernhard Hoetger, род. 4 мая 1874 г. Дортмунд — ум. 18 июля 1949 г. Интерлакен) — немецкий скульптор, архитектор и художник-экспрессионист, профессор.

## Жизнь и творчество
Бернгард Хётгер родился в семье кузнеца. В 1888—1892 годах учится на каменотёса в Детмольде, затем некоторое время переезжает с места на место. В 1895—1897 годы он — технический руководитель мастерской по церковному искусству в городе Реда. Затем будущий скульптор учился в Академии искусств Дюссельдорфа у известного архитектора К. Янссена. В период с 1900 по 1907 живёт в Париже, где попадает под творческое влияние искусства О.Родена и А.Майоля, приведшее его к экспрессионизму. Позднее Б.Хётгер также изучал творчество А.Гауди. В мастерской Родена Б. Хётгер знакомится с художницей П.Модерсон-Беккер, рассказавшей ему о колонии художников в Ворпсведе. В 1905 году скульптор женится на пианистке Хелен Хакен.
В 1909 году Б. Хётгер приезжает в Дармштадт, где получает место профессора и присоединяется к Дармштадтской колонии художников. Здесь он подготавливает III выставку работ художников колонии, состоявшуюся в 1914 году. От этого периода творчества Б. Хётгера в так называемой «Платановой роще» сохранились серия его работ Световые и теневые стороны — в статуях, выражающих хорошие и дурные стороны характера человека, группирующиеся по обе стороны от центральной фигуры Будды, а также монументальные цветные барельефы Сон, Воскресение, Весна и Лето, «Львиные ворота», построенные из статуй 6 львов, и др.
В 1913 году скульптор селится в деревне Фишерхуде близ Ворпсведе, где у него были художественные мастерские. В 1914, под влиянием П.Модерсон-Беккер, он перебирается в Ворпсведе, и в 1915 году покупает там дом, где размещает своё ателье. После того, как это здание было уничтожено пожаром, Б.Хётгер в 1921—1922 годах строит в Ворпсведе свой второй дом. В том же 1922 скульптор возводит в Ворпсведе мемориал памяти Павшим в Первой мировой войне.
В 1920-е годы Б.Хётгер знакомится с бременским миллионером Людвигом Розелиусом, согласившимся профинансировать осуществление идей скульптора по благоустройству улицы Бёттхерштрассе (Böttcherstraße) в Бремене. При этом Б. Хётгер выступил не только как талантливый скульптор, но и выдающийся архитектор-самоучка, создав на небольшом переулке, соединявшем рынок и реку Везер в 1930—1931 шедевр экспрессионистской архитектуры — здание Дома Атлантис.
После прихода к власти в Германии национал-социалистов, которым Хётгер, как и Розелиус, симпатизировал, скульптор вступает в НСДАП. Старался примирить её нордические идеи народности с экспрессионизмом, однако не преуспел в этом. После выступления А.Гитлера на партийном съезде в Нюрнберге в 1936 году работы Б. Хётгера были объявлены произведениями дегенеративного искусства, а сам он исключён из партии. С 1934 по 1943 год мастер жил в Берлине, затем бежал через Верхнюю Баварию в Швейцарию, где по окончании войны и умер.

## Галерея

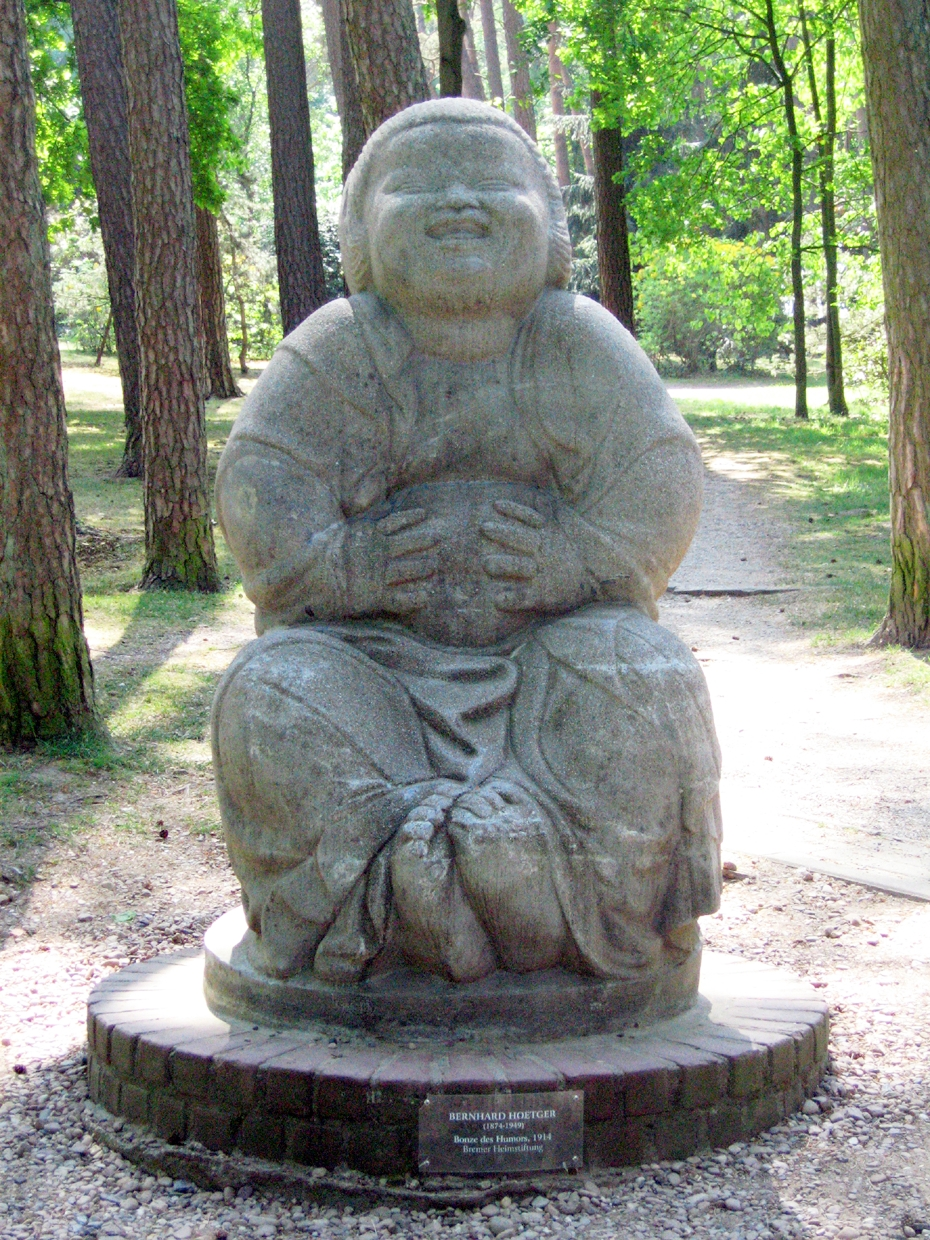
Бонза смеха, Ворпсведе
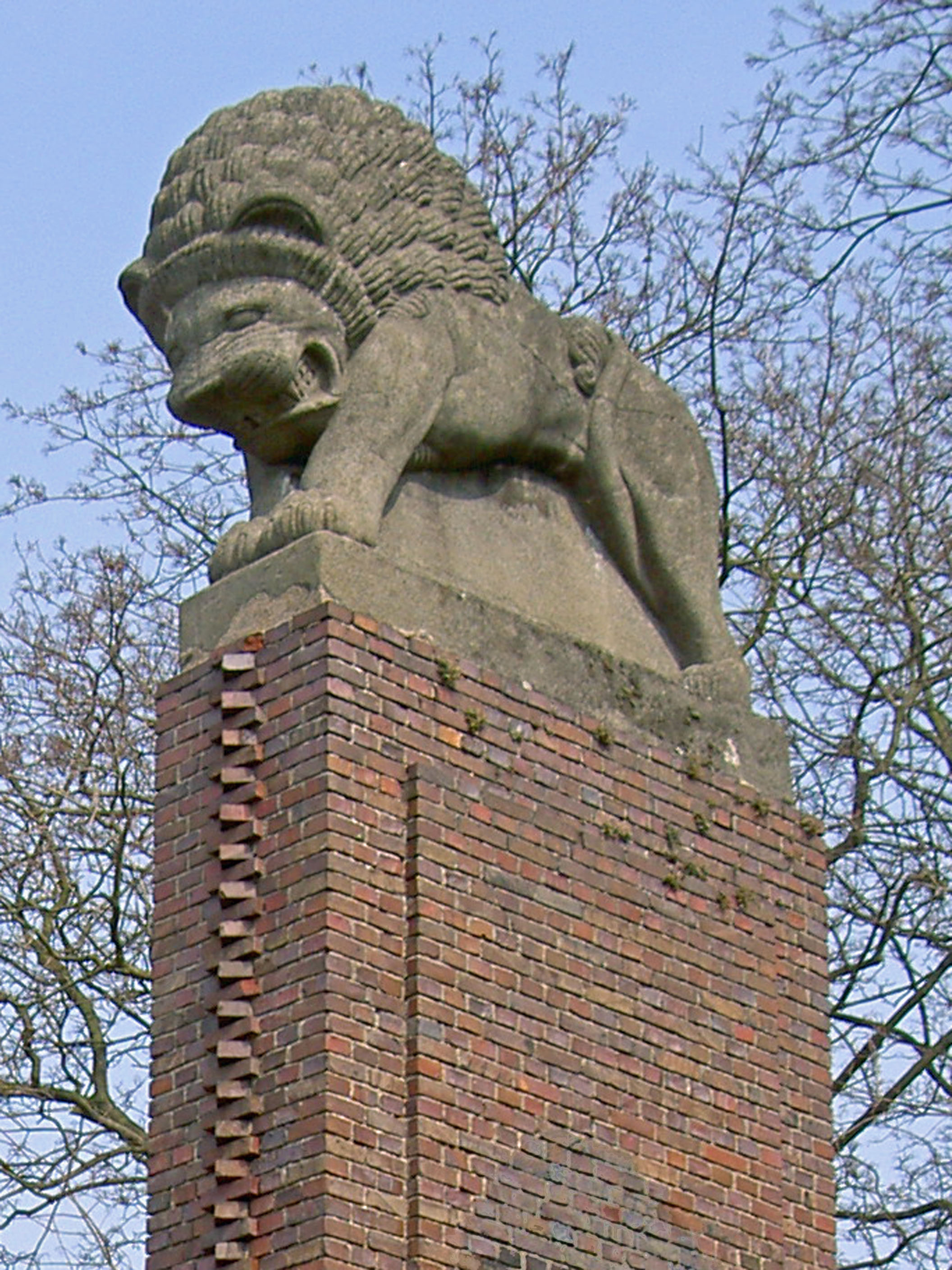
Львиные ворота, Дармштадт
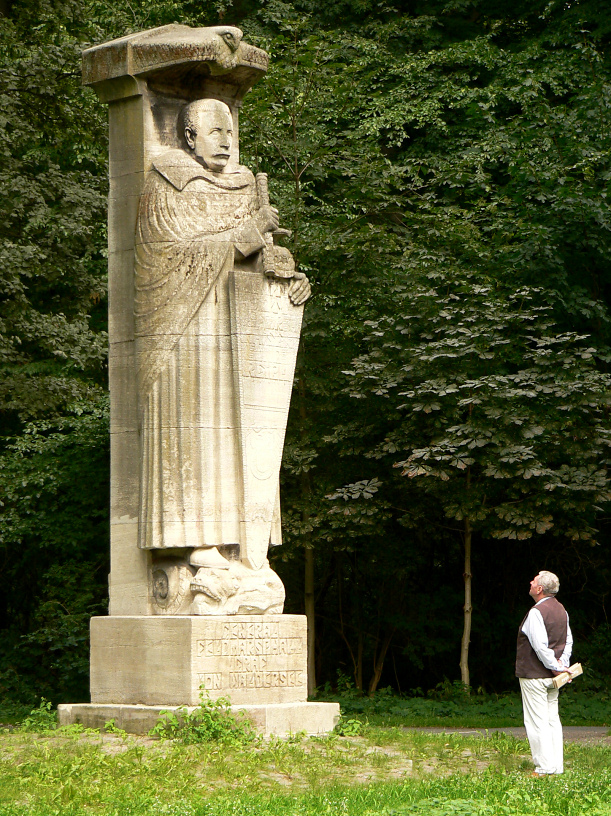
Статуя в Вальдерзе, Ганновер
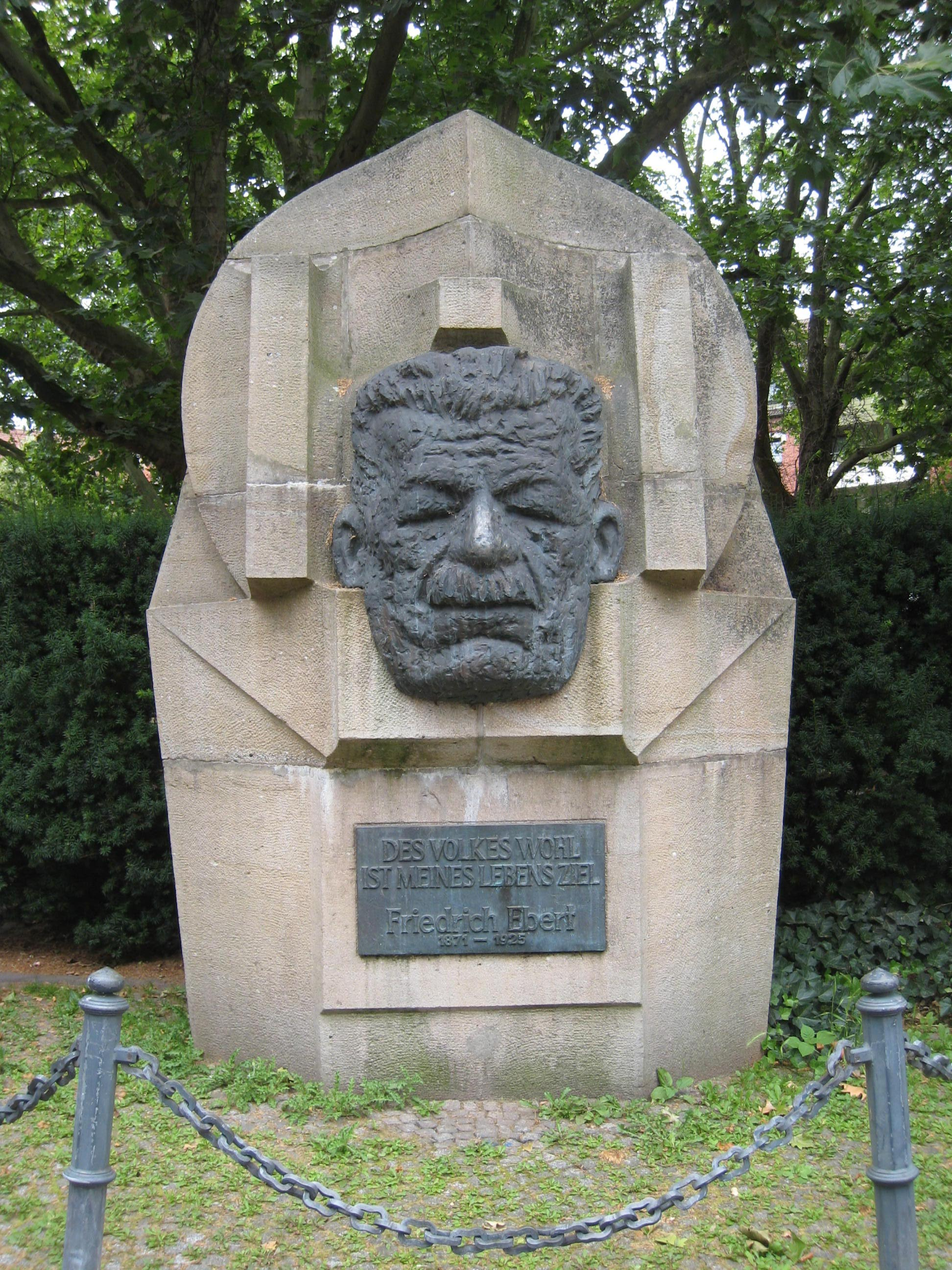
Памятник Фридриху Эберту, Дортмунд
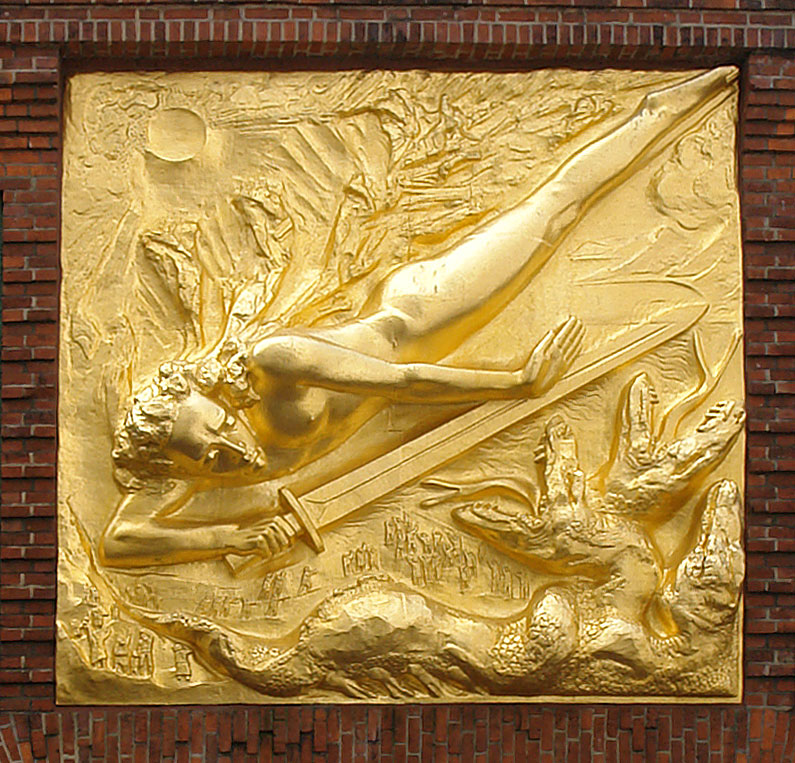
Барельеф «Победа нашего Фюрера над силами тьмы», Бремен (1936)
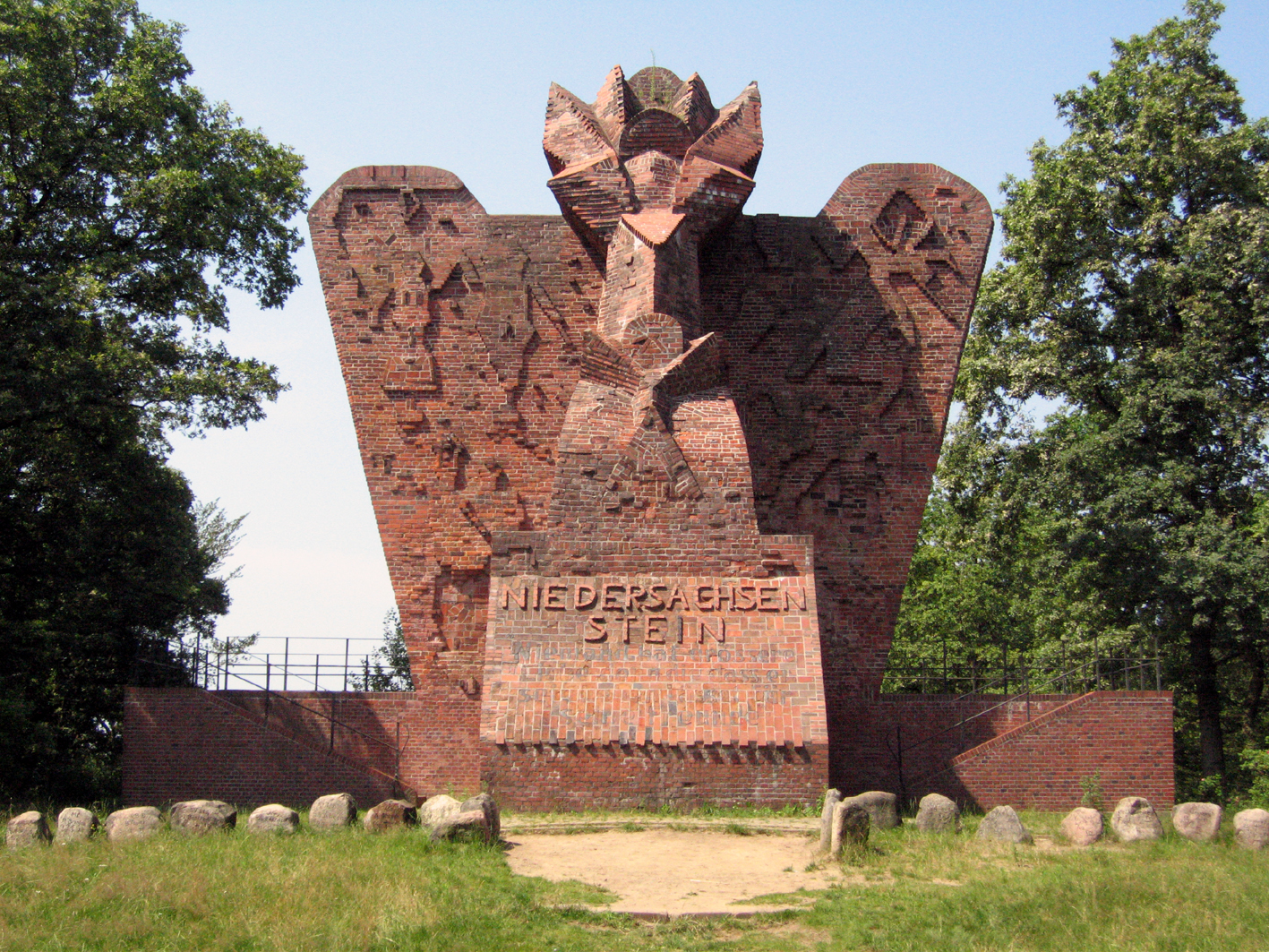
Памятник павшим на I-й мировой войне (Нидерзаксенштайн), Ворпсведе (1922)
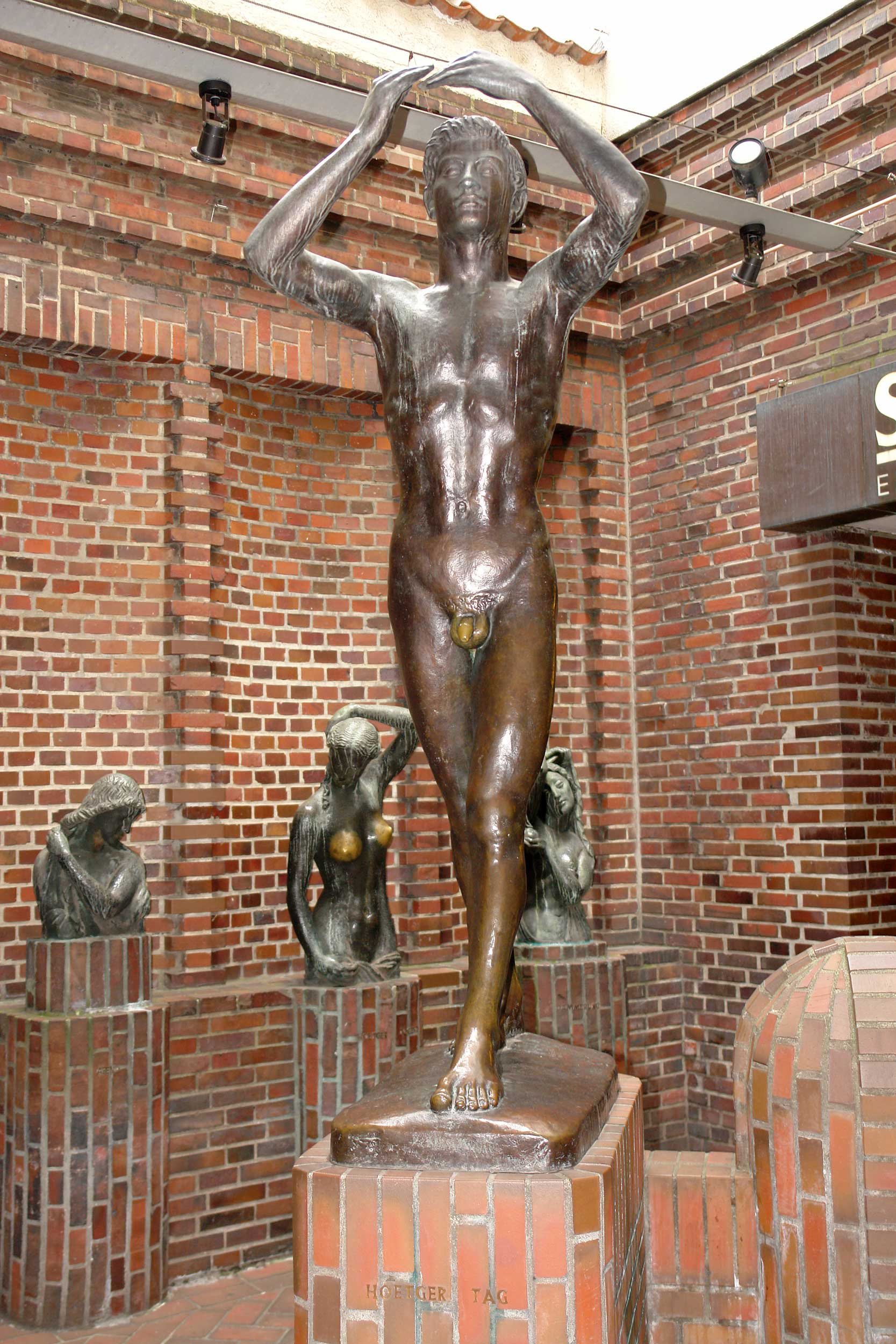
День (1910)
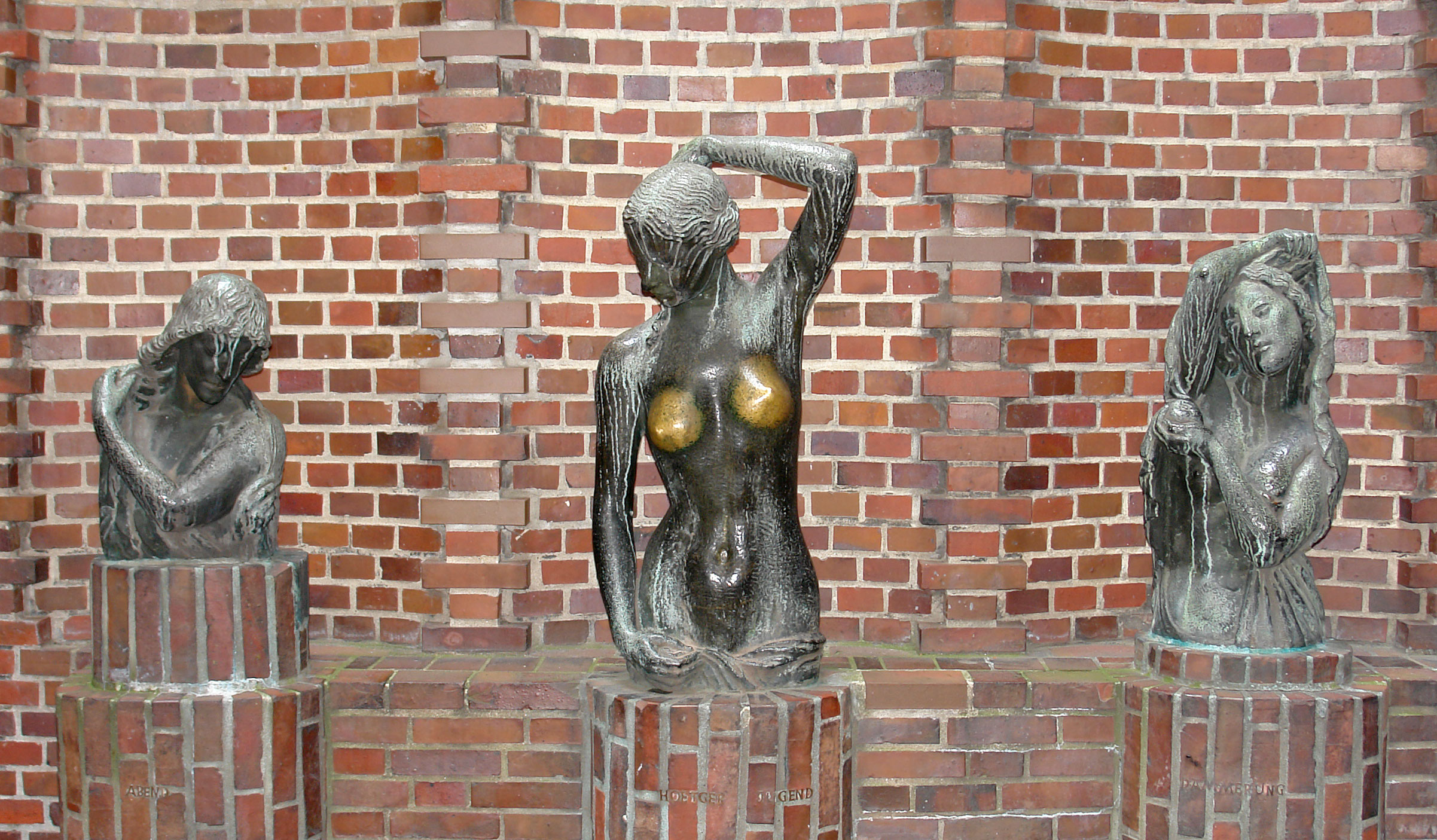
Вечер, Юность и Сумерки (1909-1912)
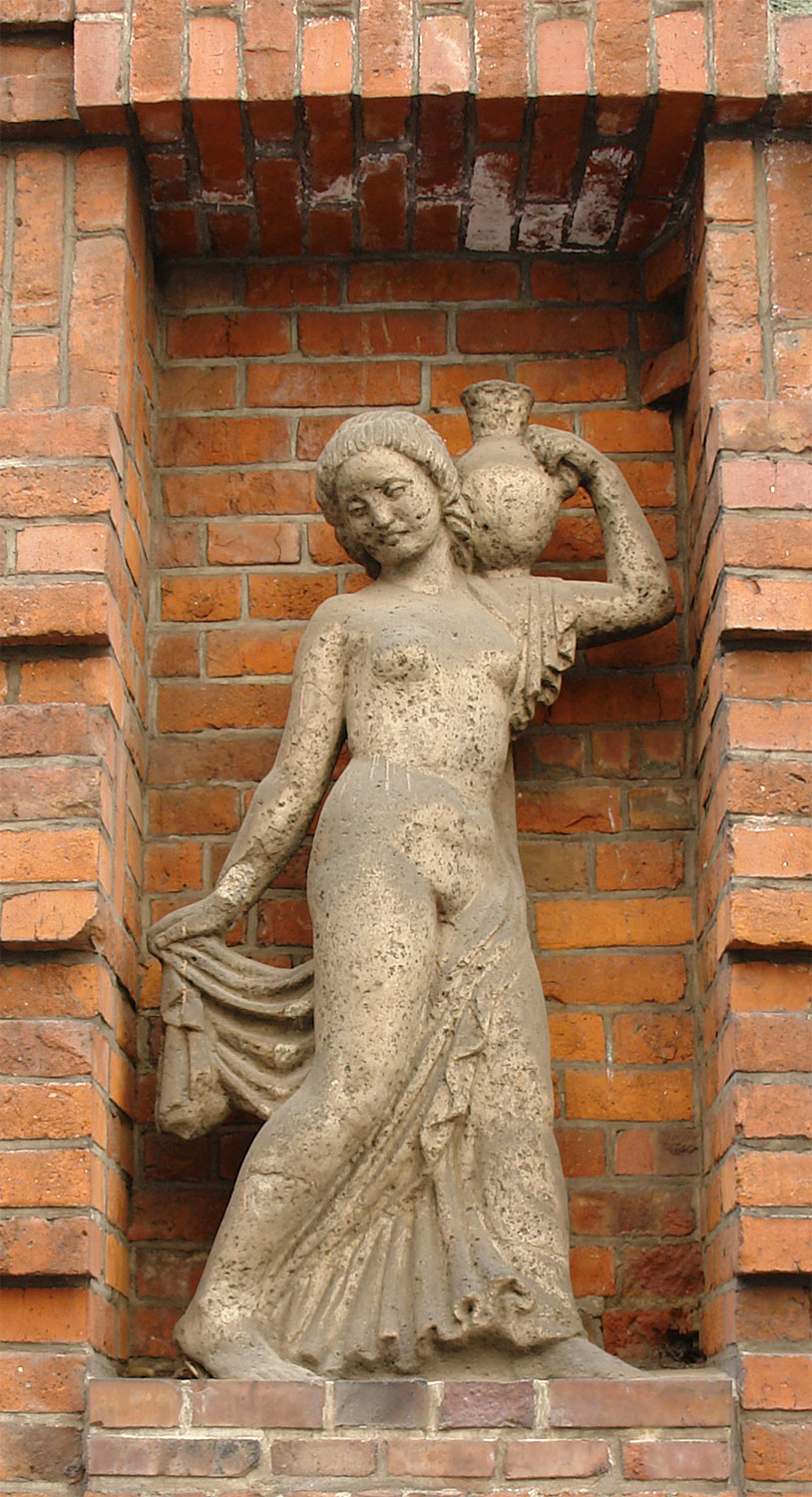
Несущая кувшин
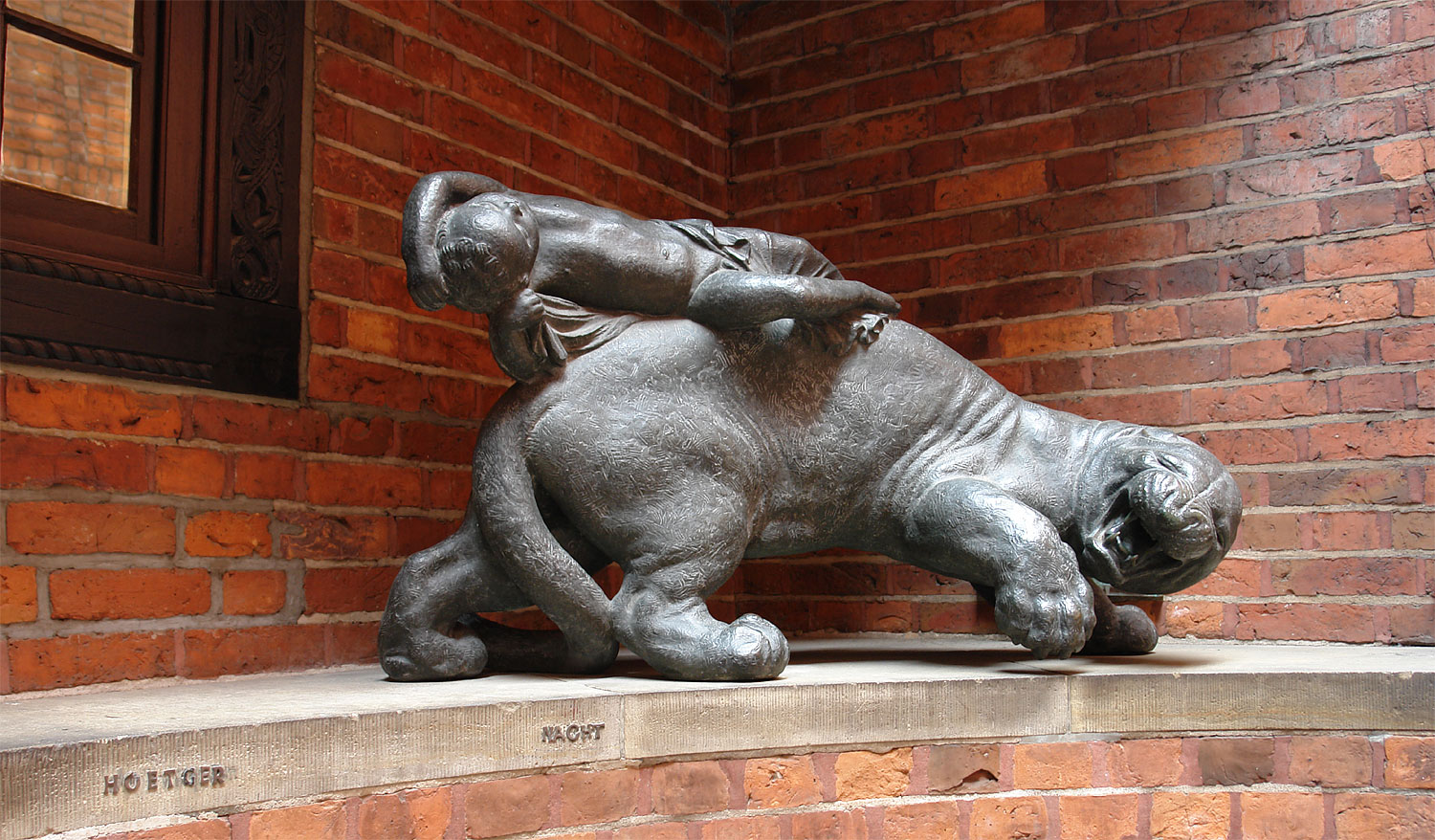
Пантера, несущая Ночь (1912)
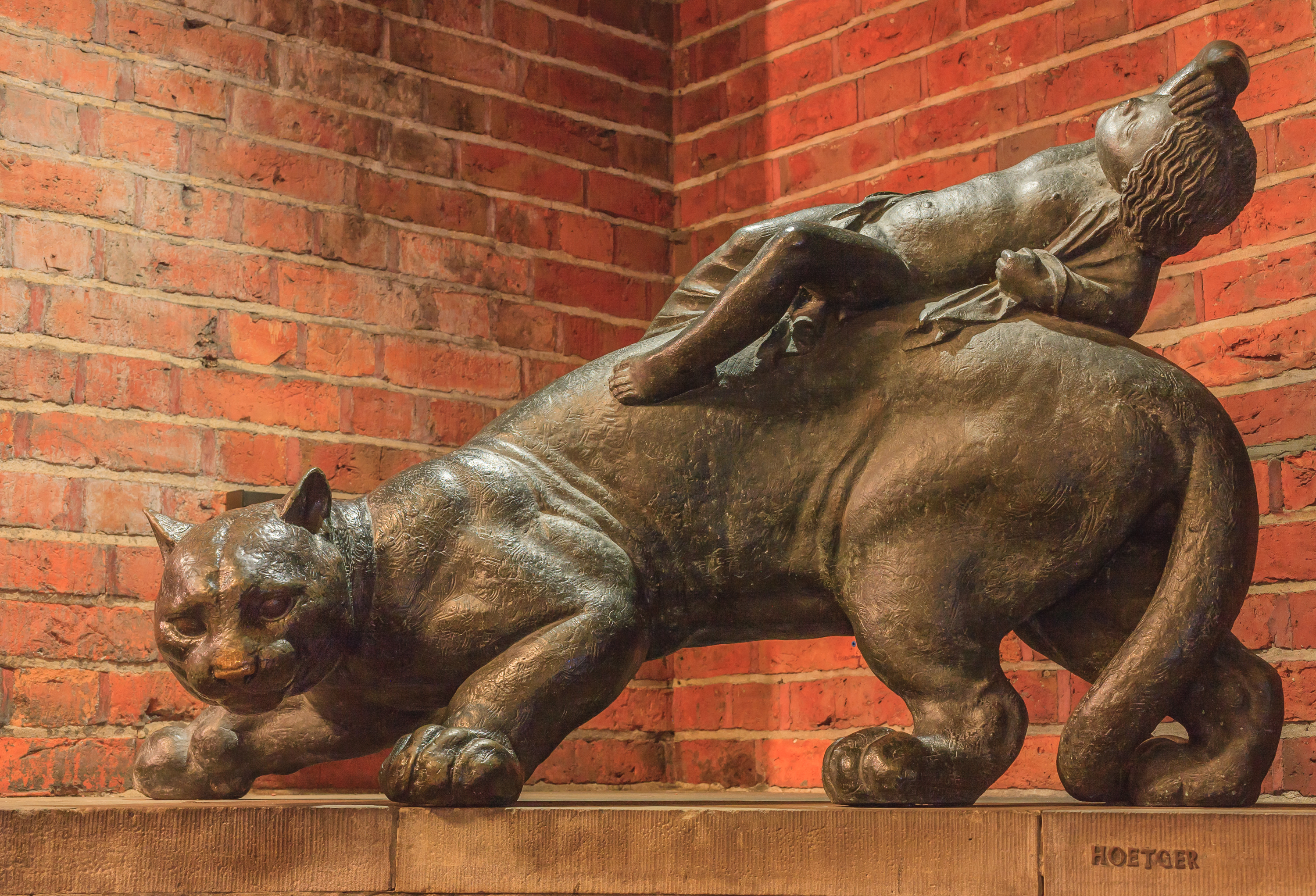
пума день несущий (1912)
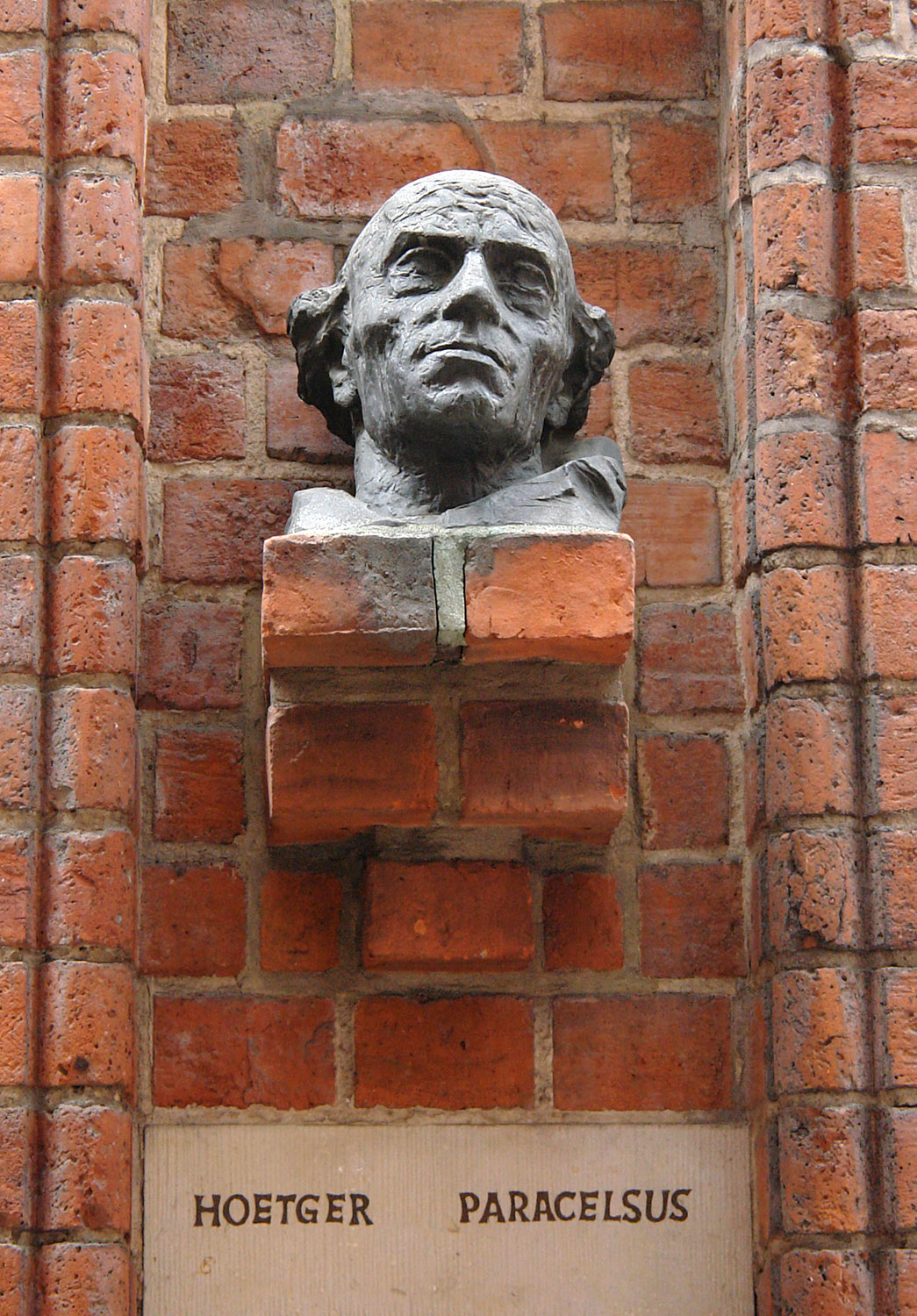
Парацельс (1936)
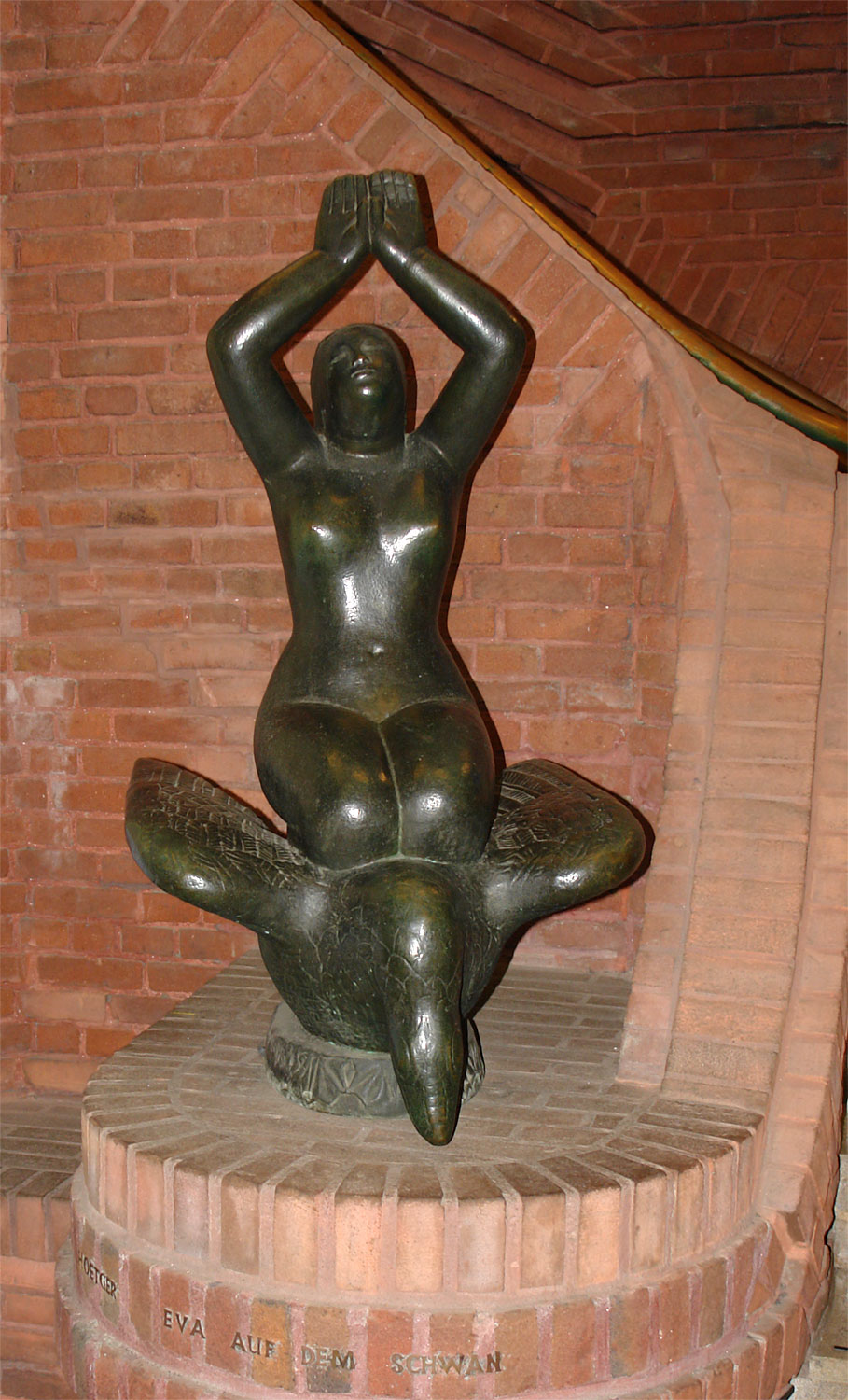
Ева, летящая на лебеде (1906)